# Arquitetura brutalista

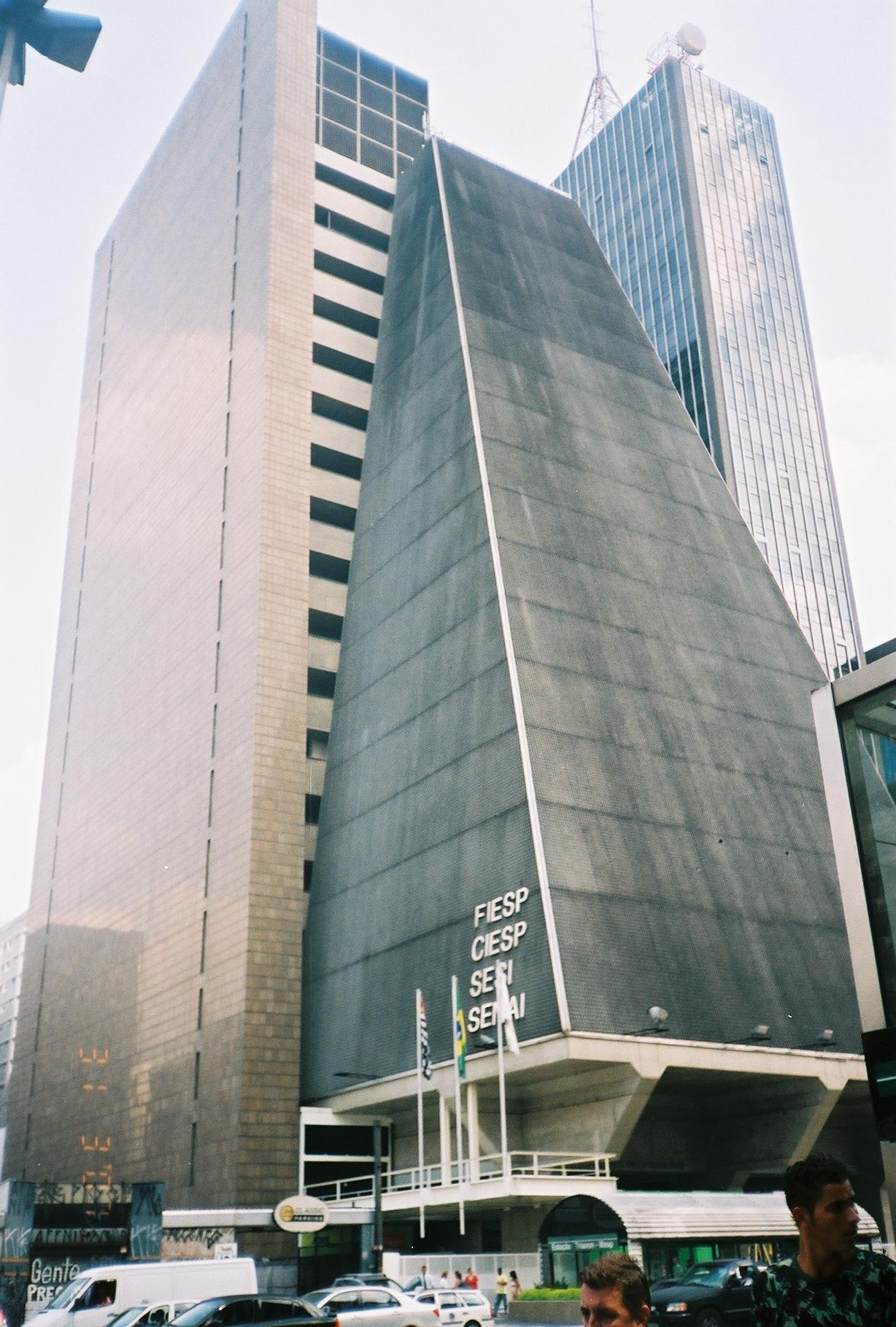
O Brutalismo é um estilo internacional. O Prédio da Federação das Industrias do Estado de São Paulo, conhecido como "Fiesp", localizado no número 1313 na Avenida Paulista (São Paulo, Brasil) é um marco na arquitetura moderna brasileira e um exemplo de arquitura brutalista nacional.

O estilo arquitetônico Brutalismo (também chamado de arquitetura brutalista), que surgiu no início do século XX e alcançou seu auge nas décadas de 1950 a 1970, é conhecido por sua estética ousada e impiedosa, caracterizada pelo uso de concreto bruto e aparente.
O nome "Brutalismo" deriva da palavra francesa "brut", que significa "cru" ou "bruto," e não se refere à violência, como muitas pessoas podem supor. O concreto é o material central no Brutalismo, e os arquitetos que seguem esse estilo fazem questão de deixar a textura e a superfície do concreto visíveis, muitas vezes sem revestimento ou acabamento adicional. Isso cria uma sensação de honestidade e autenticidade na construção.
O Brutalismo frequentemente apresenta formas simples e geométricas, como blocos retangulares, torres, cubos e cantos angulares pronunciados. As estruturas tendem a ser massivas e imponentes, muitas vezes dando uma sensação de monumentalidade. O Brutalismo é considerado um ramo da arquitetura moderna. Ele se desenvolveu como parte do Movimento Moderno na arquitetura, que teve origem nas primeiras décadas do século XX e influenciou a forma como os arquitetos abordavam o design e a construção de edifícios.
Os arquitetos Brutalistas geralmente valorizam a funcionalidade e a eficiência em seus projetos. Os edifícios frequentemente possuem layout simples e espaços internos bem definidos, com ênfase na integração com o ambiente circundante. O Brutalismo é conhecido por sua abordagem minimalista em relação à ornamentação. Os edifícios raramente incluem elementos decorativos extravagantes ou fachadas ornamentadas. A ênfase é colocada na estrutura em si.
Muitos edifícios brutalistas foram construídos para fins públicos, como escolas, universidades, hospitais, habitação social e edifícios governamentais. Isso reflete uma ideia de arquitetura como uma ferramenta para a igualdade social e o bem-estar público.
O brutalismo como filosofia arquitetônica foi frequentemente associado a uma ideologia utópica socialista, que tendia a ser apoiada por seus designers, especialmente por Alison e Peter Smithson, perto do auge do estilo. Este estilo teve uma posição forte na arquitetura dos países socialistas europeus de meados da década de 1960 até o final da década de 1980 - Bulgária, Tchecoslováquia, Alemanha Oriental, União Soviética e Iugoslávia.
O Brutalismo é frequentemente um estilo arquitetônico polarizador. Alguns o veem como uma expressão honesta e impactante da arquitetura, enquanto outros o consideram frio e impessoal. Isso levou a debates frequentes sobre a preservação ou demolição de edifícios brutalistas em muitas cidades ao redor do mundo. Edifícios Brutalistas muitas vezes interagem de forma marcante com seu entorno urbano. Sua presença dominante pode criar um senso de lugar e identidade, mesmo que nem sempre seja apreciada por todos.
Alguns exemplos famosos de arquitetura Brutalista incluem o Centro Pompidou em Paris, projetado por Renzo Piano e Richard Rogers, e o complexo habitacional Barbican em Londres, projetado por Chamberlin, Powell e Bon. Embora o Brutalismo tenha perdido popularidade em algumas áreas, ainda é apreciado por muitos como um estilo arquitetônico influente e significativo.
Embora o movimento brutalista tenha terminado em grande parte no final dos anos 1970 e início dos anos 1980, tendo dado lugar em grande parte ao expressionismo estrutural e ao desconstrutivismo, ele experimentou um ressurgimento do interesse desde 2015 com a publicação de uma variedade de guias e livros, incluindo Brutal London (Zupagrafika, 2015), Brutalist London Map (2015), This Brutal World (2016), SOS Brutalism: A Global Survey (2017), bem como o luxuoso Atlas of Brutalist Architecture (Phaidon, 2018). Muitos dos aspectos definidores do estilo foram suavizados em edifícios mais recentes, com fachadas de concreto frequentemente jateadas para criar uma superfície semelhante a pedra, cobertas de estuque ou compostas por elementos pré-moldados padronizados. Esses elementos também são encontrados em reformas de edifícios brutalistas mais antigos, como a reconstrução de Park Hill em Sheffield.

## Conceito e características
| “                                            | Arquitetura trata de estabelecer relações móveis com matérias-primas. A arquitetura está além das coisas utilitárias. Arquitetura é uma coisa plástica. Espírito de ordem, espírito de intenção, sentido de relacionamento; arquitetura gerencia quantidades. A paixão faz das pedras inertes um drama. | ” |
| — Le Corbusier: Vers une Architecture (1923) | |   |

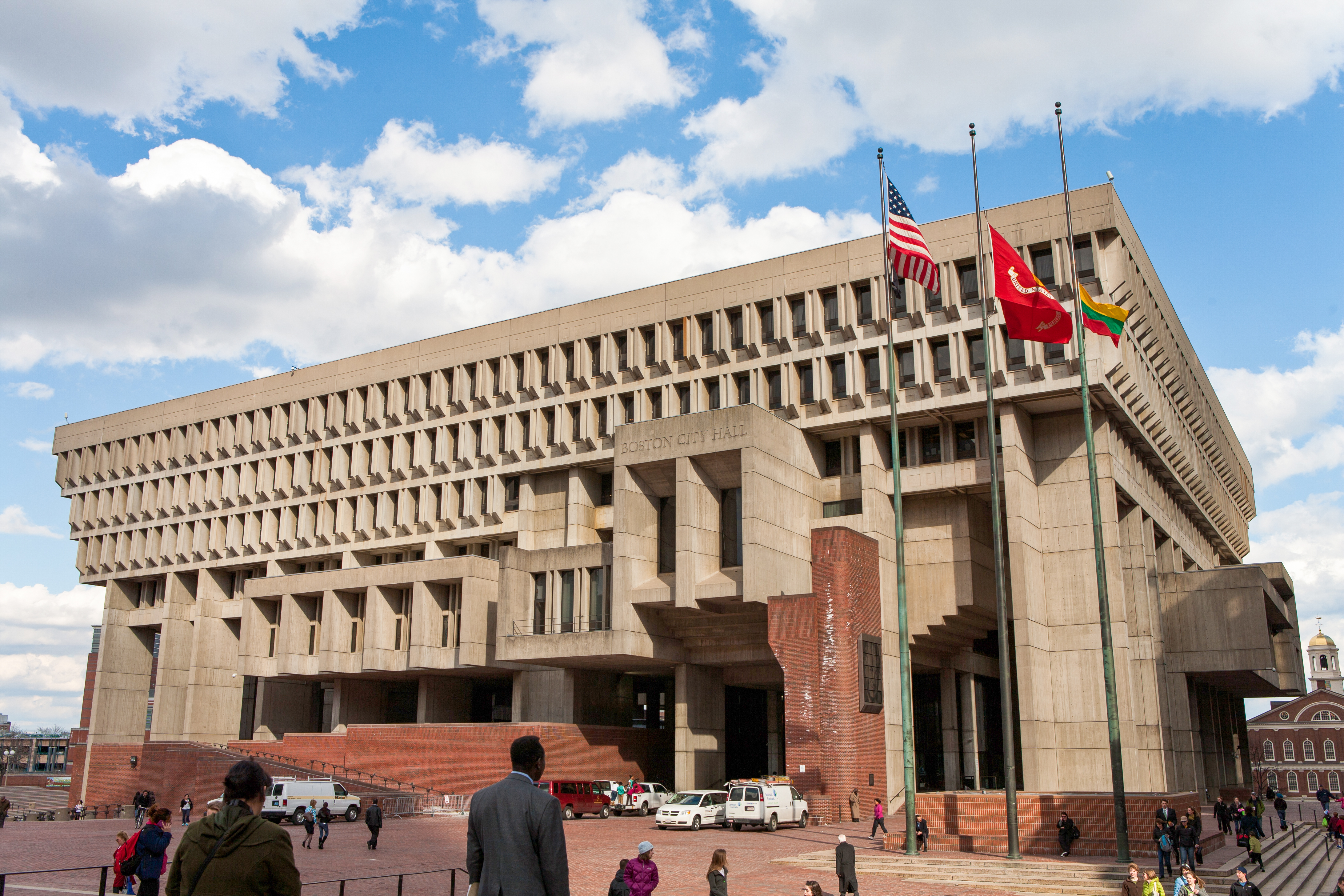
Sede da Prefeitura de Boston, nos Estados Unidos, de 1968. Projeto de
Kallmann McKinnell & Knowles

O Movimento Moderno Arquitetônico, muitas vezes associado a ideais de funcionalidade, racionalidade, e simplificação estética, caracterizou-se por uma quebra com os estilos inovadores tradicionais do passado. Arquitetos modernistas buscaram novas formas, materiais e técnicas construtivas que refletissem a era contemporânea e atendessem às necessidades emergentes da sociedade.
O Brutalismo como movimento é considerado um ramo da arquitetura moderna. Ele se desenvolveu como parte do Movimento Moderno na arquitetura, que teve origem nas primeiras décadas do século XX e influenciou a forma como os arquitetos abordavam o design e a construção de edifícios.
A arquitetura brutalista é um estilo distinto e impactante que surgiu no início do século XX e atingiu seu auge nas décadas de 1950 a 1970. O termo "brutalismo" deriva da palavra francesa "brut", que significa "cru" ou "bruto," e, nesse contexto, não se refere à violência, mas sim à honestidade na expressão arquitetônica. A filosofia da arquitetura brutalista é enraizada em princípios que refletem uma abordagem franca e crua à criação de espaços e edifícios.
Um dos traços mais marcantes do brutalismo é o uso proeminente do concreto bruto e aparente. Os arquitetos que seguem essa filosofia fazem questão de deixar a textura e a superfície do concreto visíveis, frequentemente sem revestimento ou acabamento adicional. Isso cria uma sensação de autenticidade e honestidade na construção, onde a estrutura é revelada, não escondida.

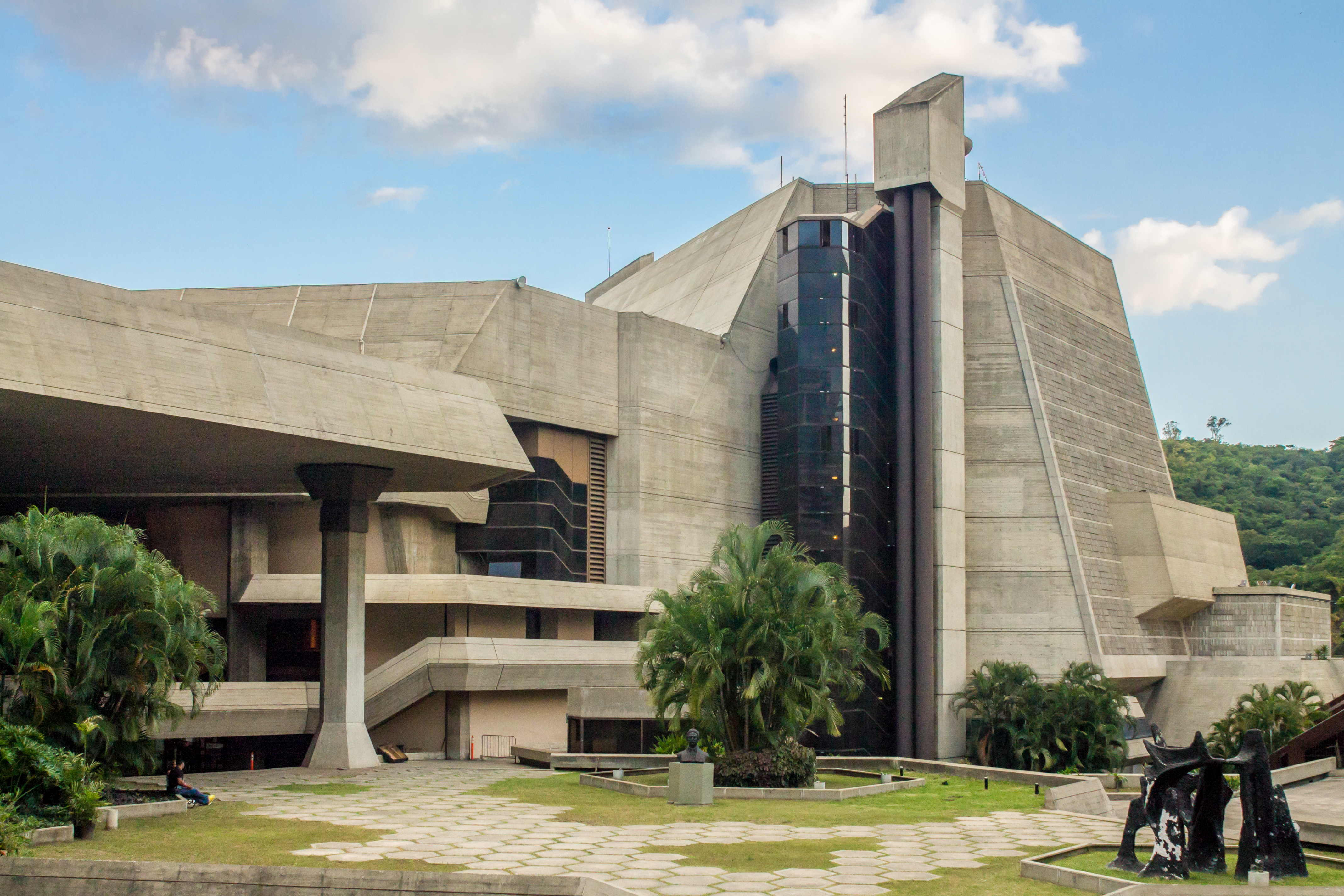
O Complexo Cultural Teresa Carreño, em Caracas (Venezuela) é um exemplo notável de arquitetura brutalista.

O brutalismo frequentemente apresenta formas geométricas sólidas e maciças, como blocos retangulares, torres, cubos e cantos angulares pronunciados. A simplicidade das formas é uma característica distintiva do estilo, que se estende à construção de estruturas ousadas e monumentais. A filosofia brutalista valoriza a funcionalidade e a eficiência nos projetos arquitetônicos. Os edifícios são frequentemente projetados para atender às necessidades práticas das pessoas que os utilizam. A abordagem enfatiza a utilidade sobre a ornamentação. Os brutalistas acreditam na revelação da estrutura e dos processos de construção. Os elementos estruturais, como vigas e colunas, são muitas vezes deixados visíveis, contribuindo para uma apreciação genuína da construção.

O brutalismo frequentemente foi usado na construção de edifícios públicos, como escolas, universidades, hospitais, teatros e bibliotecas. A ideia por trás disso era criar espaços acessíveis e igualitários para a comunidade, refletindo uma filosofia de arquitetura que serve ao bem-estar público. Os edifícios brutais muitas vezes interagem de forma marcante com seu entorno urbano. Sua presença dominante pode criar um senso de lugar e identidade, contribuindo para a integração do edifício com a cidade. Como bem observou Max Holleran:
"O brutalismo é a representação física da forte urbanização do século XX e da preocupação com o crescimento e o progresso científico. Os edifícios brutalistas, ao contrário, digamos, dos edifícios eduardianos, não foram feitos para fazer você se maravilhar com sua ornamentação ou harmonia, eles foram feitos para mostrar poder em oposição à riqueza e opulência, eles mostram força e instituição. Não é surpresa, portanto, que as universidades, os governos e os bancos tenham preferido o brutalismo".
Em muitos casos, especialmente em ambientes urbanos e institucionais, a arquitetura brutalista serviu como uma expressão da visão social e política da época. Em países com ideais socialistas, por exemplo, o brutalismo foi frequentemente usado para projetos de habitação social e instalações governamentais, refletindo a busca por igualdade e coletivismo. Muitos dos projetos Brutalistas foram destinados à habitação social, o que significa que eles foram concebidos para fornecer moradia acessível para pessoas de diferentes origens socioeconômicas. A ideia subjacente era criar espaços habitacionais que atendessem às necessidades básicas de um amplo espectro da população, independentemente de sua renda. 

O Brutalismo, em muitos casos, propôs a criação de edifícios institucionais, educacionais e governamentais que estavam abertos ao público e destinados a servir a comunidade como um todo. Isso contribuiu para a redução das desigualdades no espaço urbano, oferecendo acesso a serviços e instalações públicas a todos os cidadãos. Ao adotar uma estética despojada e minimalista, muitos edifícios Brutalistas buscaram evitar ostentação e extravagância arquitetônica. Isso poderia ser interpretado como uma tentativa de igualar visualmente os edifícios públicos, tornando-os acessíveis e compreensíveis para todos, independentemente de sua formação cultural ou social. Segundo Harwood (2016):
“(...) o brutalismo, no seu sentido mais amplo, estava apenas começando. O estilo era relativamente barato para grandes edifícios de qualquer formato: vigas de concreto podiam abranger grandes estacionamentos subterrâneos ou apoiar veículos em níveis superiores, os edifícios podiam ser preenchidos com painéis de vidro ou concreto e eram ousados o suficiente para resistir a dezenas de placas de lojas ou anúncios. Tal era a sua flexibilidade que o projeto poderia até mesmo ser revisado após o início dos trabalhos, se o briefing mudasse ou se fossem permitidas mais acomodações.”
O brutalismo foi, em muitos casos, uma reação contra os excessos da arquitetura ornamentada do período anterior. Embora o estilo tenha sido controverso e polarizador, com críticos vendo-o como austero e impessoal, outros apreciaram sua expressão honesta e suas qualidades monumentais. A arquitetura brutalista muitas vezes possui uma presença monumental e imponente. Os edifícios são projetados para chamar a atenção e criar uma impressão duradoura, tanto pelo tamanho quanto pela estética singular.
Em resumo, a arquitetura brutalista representa uma fusão de honestidade material, funcionalidade, formas geométricas assertivas e uma abordagem estética distintiva, tudo dentro de um contexto de reflexão social e político-ideológica. É um estilo que, apesar das críticas e controvérsias, continua a influenciar a paisagem arquitetônica contemporânea e a ser objeto de estudo e apreciação.

## História

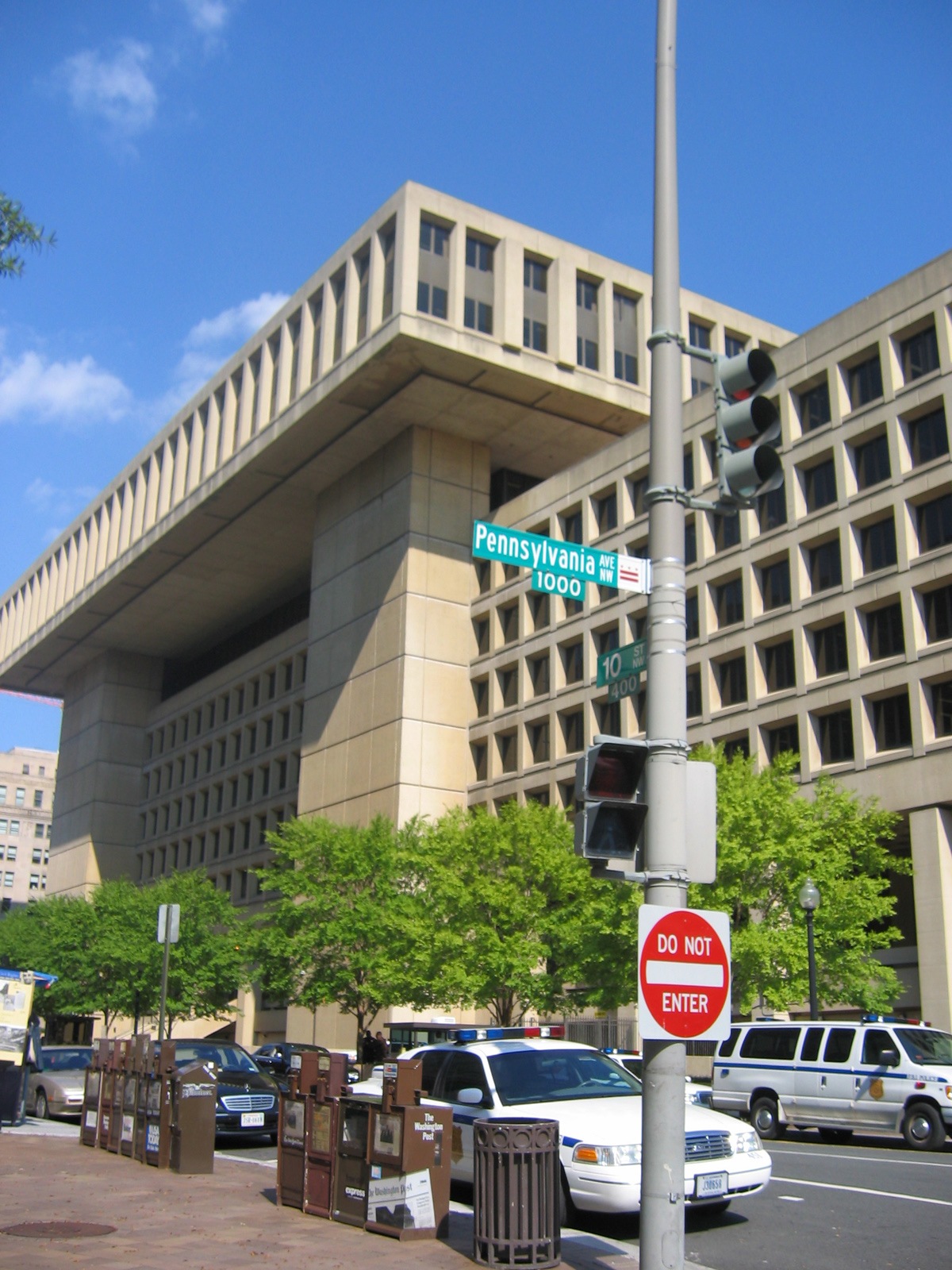
Prédio J. Edgar Hoover, em Washingont, DC, sede do FBI, 1975. Projeto de Charles F. Murphy and Associates

A história do Brutalismo é uma narrativa complexa que se desenrola ao longo do século XX, refletindo as mudanças na arquitetura, na sociedade e na política. O Brutalismo, como movimento arquitetônico, emergiu no pós-Segunda Guerra Mundial e teve seu auge nas décadas de 1950 a 1970. Sua história é uma jornada que abrange uma série de influências, desenvolvimentos e debates.

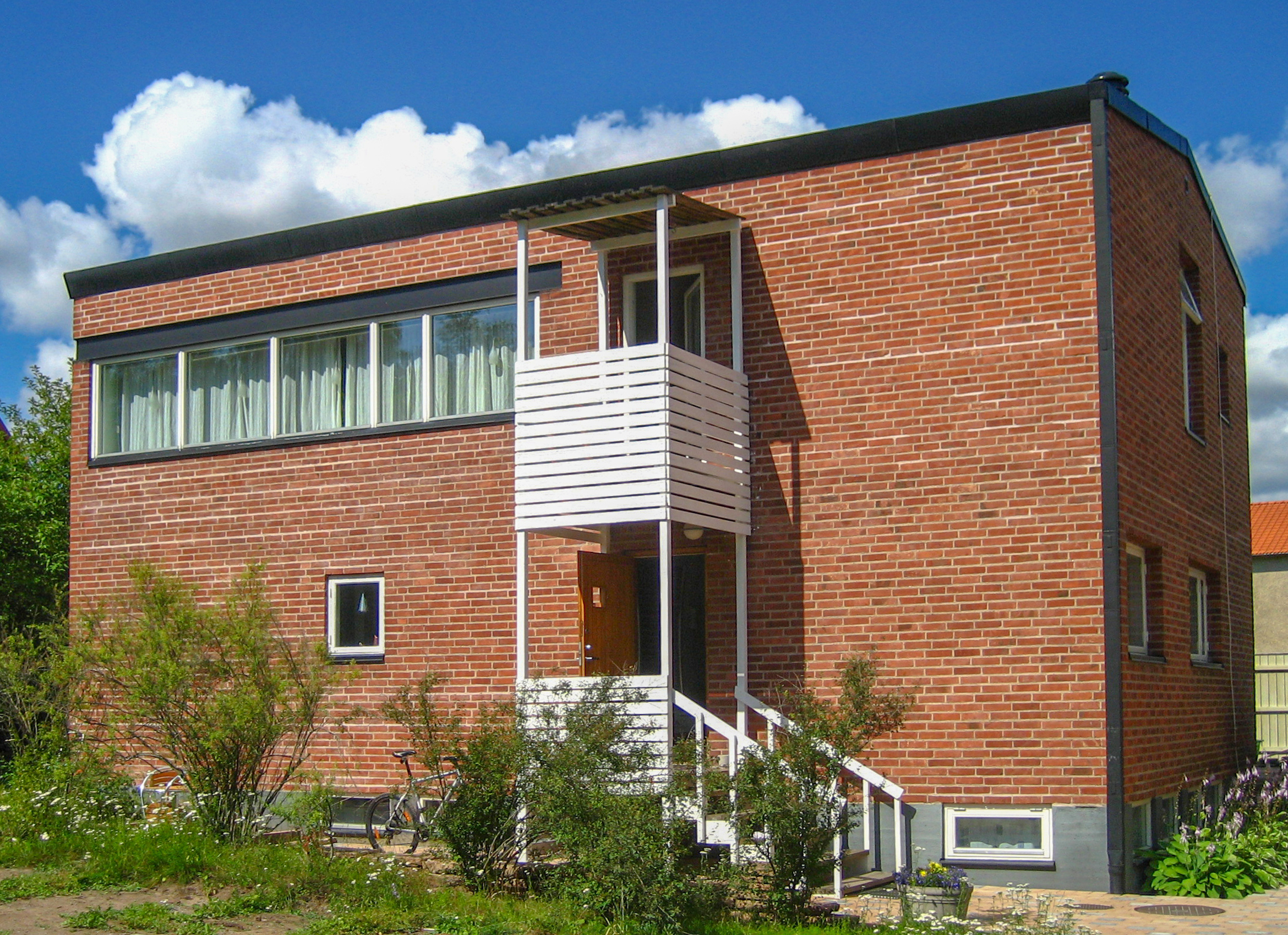
Villa Göth (1950) em Kåbo, Uppsala, Suécia. "Novo Brutalismo" foi usado pela primeira vez para descrever esta casa.

O termo "Brutalismo" deriva da palavra francesa "brut," que significa "cru" ou "bruto", e não está associado à violência, como o nome pode sugerir. Foi o arquiteto suíço-francês Charles-Édouard Jeanneret-Gris, mais conhecido como Le Corbusier, que cunhou essa expressão para descrever sua abordagem ao uso do concreto aparente em suas obras. No entanto, o estilo em si foi moldado por vários arquitetos e influências ao longo do tempo.
Os fundamentos do Brutalismo podem ser rastreados até as raízes do Movimento Moderno na arquitetura. Le Corbusier, um dos pioneiros do movimento, defendia princípios de funcionalidade, eficiência e honestidade estrutural. Seu livro "Vers une architecture" (1923) foi uma influência seminal na disseminação das ideias modernistas. O uso do concreto armado, um dos pilares do Brutalismo, tornou-se uma característica chave do trabalho de Le Corbusier. Ele foi um dos arquitetos mais influentes do século XX e uma figura central no movimento modernista na arquitetura. Seu trabalho abrangeu diversas áreas, incluindo arquitetura, urbanismo, design de interiores, arte e teoria arquitetônica.
Após a Segunda Guerra Mundial, muitas cidades europeias precisavam de reconstrução devido aos danos causados pela guerra. Isso proporcionou uma oportunidade para os arquitetos explorarem novas abordagens arquitetônicas e materiais de construção. O concreto armado emergiu como uma opção popular devido à sua durabilidade e versatilidade, e o Brutalismo se tornou uma resposta à necessidade de reconstrução.
Um dos marcos iniciais do Brutalismo é o projeto Unité d'Habitation, uma série de edifícios de habitação coletiva projetados por Le Corbusier em Marselha, França, concluída em 1952. Esses edifícios apresentavam elementos característicos do Brutalismo, incluindo concreto aparente, formas geométricas e uma abordagem funcional à organização de espaços.
O movimento rapidamente se espalhou para outros países europeus e além. No Reino Unido, o arquiteto Alison e Peter Smithson projetaram o Robin Hood Gardens, um complexo habitacional brutalista, que se tornou um ícone do estilo britânico. No Brasil, o arquiteto Oscar Niemeyer incorporou elementos brutais em sua arquitetura modernista, especialmente em Brasília. Nos Estados Unidos, o estilo Brutalista também encontrou eco em projetos governamentais, universitários e culturais.
À medida que o Brutalismo se expandia, ganhava uma infinidade de interpretações regionais e variações estilísticas. O concreto podia ser texturizado, moldado em formas orgânicas ou adotar ângulos acentuados, refletindo a diversidade de influências e a interpretação criativa dos arquitetos.
Em muitos países, o Brutalismo se alinhou com uma ênfase na construção de habitações sociais e instituições públicas. Isso refletiu a visão de que a arquitetura poderia ser uma ferramenta para a igualdade social e o bem-estar público, com edifícios projetados para atender às necessidades de amplos segmentos da população.
O Brutalismo não estava isento de controvérsias. À medida que mais edifícios brutalistas eram construídos, críticas surgiram. Alguns viam os edifícios como opressivos, impessoais e hostis, enquanto outros criticavam a falta de manutenção adequada ao longo do tempo. O uso extensivo de concreto também gerava preocupações ambientais devido à pegada de carbono associada à produção do material.
À medida que a arquitetura evoluiu nas décadas de 1980 e 1990, o Brutalismo perdeu popularidade. Muitos edifícios foram demolidos ou reformados, e o estilo foi frequentemente visto com desdém. No entanto, nas últimas décadas, houve um ressurgimento do interesse pelo Brutalismo, com esforços crescentes para preservar e reabilitar edifícios importantes desse estilo.
O Brutalismo é agora reconhecido como um importante movimento na história da arquitetura moderna, e muitos de seus edifícios são apreciados por sua significância arquitetônica. A história do Brutalismo é uma jornada de experimentação, inovação, debate e, em última análise, uma expressão da evolução da arquitetura ao longo do século XX.

## Brutalismo em países socialistas

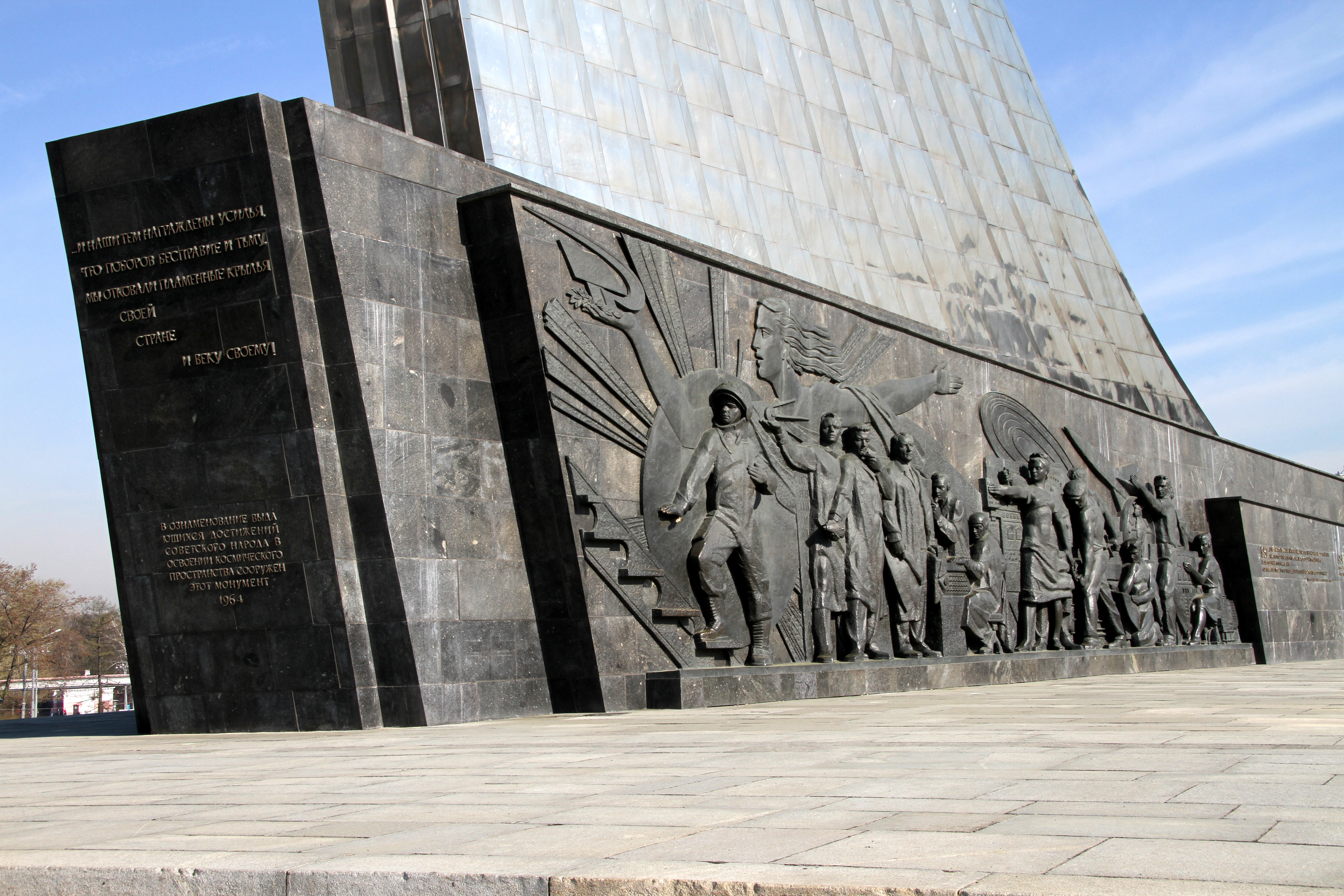
Um exemplo emblemático de arquitetura brutalista soviética é o Monumento ao Cosmonauta, também conhecido como Monumento ao Conquistador do Espaço, localizado em Moscou, Rússia. O monumento está situado no Parque VDNKh (Exposição de Conquistas da Economia Nacional), uma área emblemática que exibe realizações da União Soviética em ciência, indústria e tecnologia. O monumento exibe características distintivas do brutalismo, incluindo o uso de concreto e metal em sua construção, bem como formas geométricas ousadas e uma estética monumental que reflete os ideais de grandiosidade e modernidade do período soviético.

Em algumas interpretações, o Brutalismo foi incorporado a projetos de planejamento urbano que visavam criar cidades ideais. A ideia era que a arquitetura poderia ser uma força propulsora na construção de ambientes urbanos funcionais, eficientes e igualitários. Em países socialistas no leste europeu e na antiga União Soviética, a destruição causada pela Segunda Guerra Mundial permitiu o florescimento do brutalismo que se desenvolveu junto com os ideais socialistas.
Assim, este movimento foi promovido e implementado em países que adotaram o socialismo como ideologia dominante durante o século XX. Esses países incluíram a antiga União Soviética, países do Bloco do Leste europeu, China, Cuba, entre outros. A arquitetura socialista refletiu os princípios e valores associados ao socialismo, bem como as condições e contextos específicos de cada nação.
A arquitetura socialista frequentemente apresentava edifícios monumentais destinados a representar o poder do Estado. Grandes praças, edifícios governamentais imponentes, monumentos e estátuas eram usados para simbolizar a força e a autoridade do regime socialista. Elementos simbólicos associados à ideologia socialista eram incorporados ao design arquitetônico. Estrelas vermelhas, foice e martelo, hinos e imagens de líderes políticos eram frequentemente incorporados à ornamentação dos edifícios para reforçar a ideologia do Estado.
O planejamento urbano frequentemente incluía projetos de habitação em grande escala para acomodar a população. Edifícios de apartamentos e conjuntos habitacionais foram construídos para fornecer moradia coletiva, muitas vezes refletindo a ênfase na igualdade social. Muitas cidades socialistas foram planejadas de forma abrangente para atender às necessidades da população. Isso incluía áreas residenciais, industriais e de lazer, muitas vezes organizadas de acordo com princípios urbanísticos socialistas.
Em muitos países socialistas, a arquitetura estava ligada aos esforços de construção em massa e industrialização. Materiais pré-fabricados, como painéis de concreto, eram frequentemente utilizados para acelerar o processo construtivo e atender à demanda por moradias e infraestrutura.
A relação entre o socialismo e o Brutalismo é complexa e multifacetada. O Brutalismo, como movimento arquitetônico, teve influências e conexões com ideologias sociais, incluindo o socialismo, em diferentes momentos e em diferentes regiões do mundo. No entanto, é importante observar que o Brutalismo não é exclusivo do contexto socialista e também encontrou expressão em países com sistemas políticos diversos.
O Brutalismo, em alguns casos, foi associado a ideais sociais de igualdade e justiça. Acreditava-se que a arquitetura poderia desempenhar um papel na promoção da igualdade social, e muitos projetos brutalistas eram destinados a abrigar instituições públicas, habitação social e instalações educacionais. Em muitos países socialistas, como na antiga União Soviética e na Europa Oriental, o Brutalismo foi frequentemente escolhido para projetos de habitação social em massa. A ênfase na funcionalidade e na eficiência construtiva alinhava-se com a visão de fornecer habitação acessível para amplas camadas da população.
O Brutalismo, com sua abordagem honesta e crua aos materiais e à estrutura, foi visto por alguns como uma expressão visual do coletivismo e da transparência associados a ideologias socialistas. Edifícios governamentais, instituições públicas e centros culturais em países socialistas frequentemente incorporam elementos brutais. Muitos governos socialistas, buscando estabelecer uma presença visual impactante e representar o poder estatal, optaram por projetos brutalistas para edifícios governamentais e institucionais. Essa escolha refletia a busca por uma estética monumental e duradoura.
Por fim, a ideia de “arquitetura para o povo”. A ideia de que a arquitetura deveria servir às necessidades da população em geral e não apenas das elites também ressoava com os ideais socialistas. O Brutalismo, em sua busca por simplicidade, funcionalidade e acessibilidade, podia ser interpretado como uma resposta a essa demanda por uma arquitetura voltada para o povo. No entanto, é importante destacar que o Brutalismo não é exclusivamente socialista, e muitos edifícios brutalistas foram construídos em países com diferentes sistemas políticos e ideológicos. Além disso, o Brutalismo também encontrou críticas, inclusive dentro de contextos socialistas, devido a preocupações com a durabilidade, manutenção e estética impessoal de alguns dos edifícios construídos nesse estilo.

## Brutalismo no Brasil

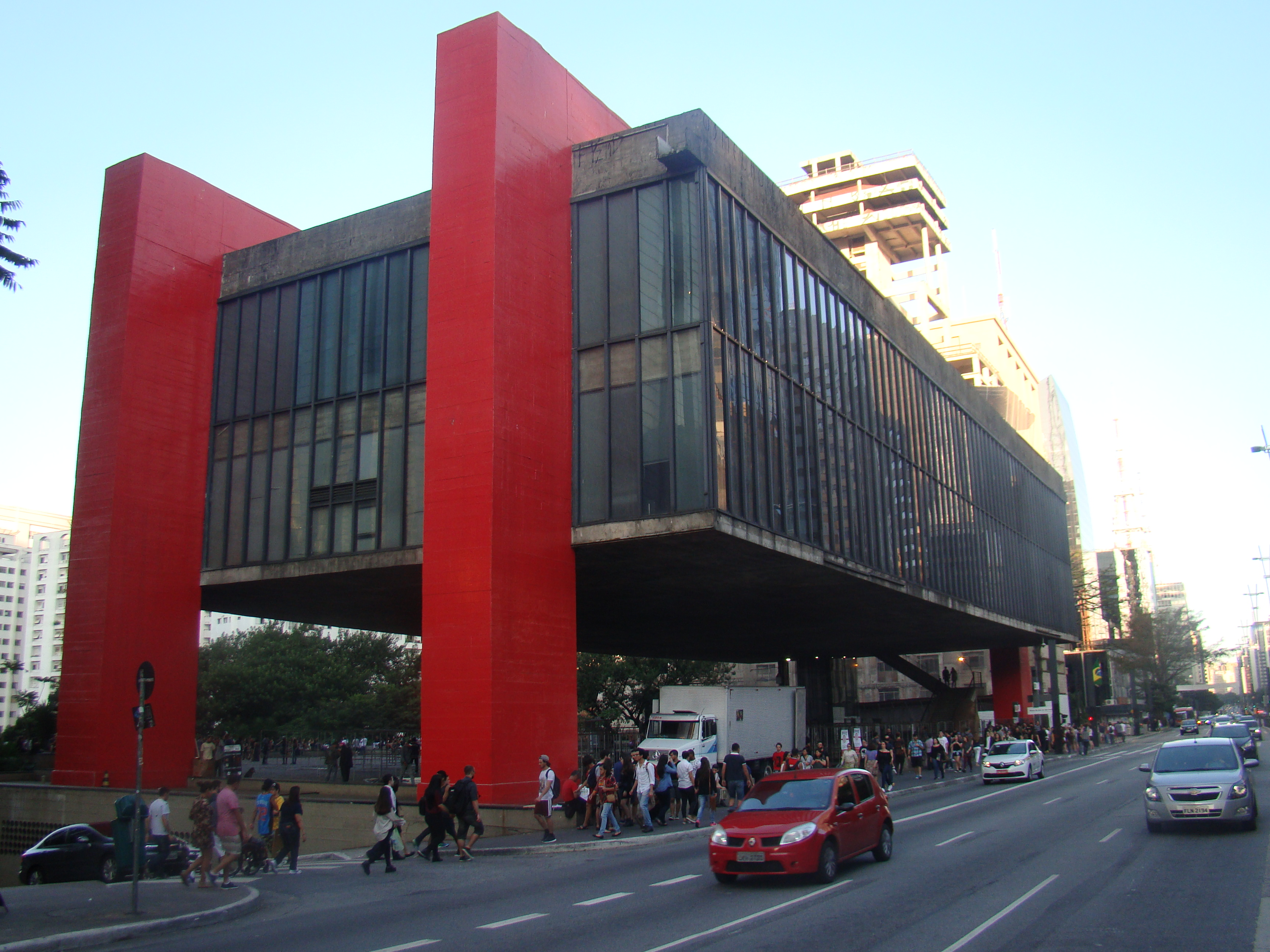
Museu de Arte de São Paulo (MASP), 1947. Projeto de Lina Bo Bardi.

O Brutalismo teve uma presença significativa na arquitetura brasileira, especialmente nas décadas de 1950 a 1970. Esse estilo inovador encontrou solo fértil no Brasil devido a diversos fatores, incluindo o contexto cultural, social e político da época.
Vários arquitetos brasileiros abraçaram o Brutalismo e incorporaram suas características distintivas em seus projetos. Entre eles, destaca-se Oscar Niemeyer, um dos mais renomados arquitetos brasileiros, cujo trabalho inclui elementos brutais, especialmente em sua fase modernista. O Conjunto Arquitetônico da Pampulha, em Belo Horizonte, é um exemplo notável de sua abordagem modernista e brutalista.
O concreto aparente, uma das características marcantes do Brutalismo, foi amplamente utilizado em projetos brasileiros. Edifícios públicos, institucionais e residenciais muitas vezes apresentavam fachadas de concreto cru, destacando a estrutura e a textura do material. O Brutalismo foi frequentemente escolhido para projetos de habitação social no Brasil. A abordagem funcional e econômica do estilo alinhava-se com a necessidade de construir moradias em larga escala para atender à crescente população urbana.
As capitais brasileiras, especialmente Brasília, foram influenciadas pelo Brutalismo. Em Brasília, Oscar Niemeyer contribuiu com vários edifícios que apresentavam características brutais, como o Palácio do Planalto e o Congresso Nacional. Projetado por Oscar Niemeyer e concluído em 1966, o Teatro Nacional de Brasília é um exemplo emblemático do Brutalismo no Brasil. Com suas formas geométricas ousadas e fachadas de concreto aparente, o teatro incorpora as características marcantes do estilo.
As escolas de arquitetura no Brasil, especialmente durante o auge do Brutalismo, foram influenciadas pelos princípios do movimento. Isso se refletiu na formação de arquitetos que incorporaram elementos brutais em suas obras. Assim como em outros lugares, o Brutalismo no Brasil também envolveu desafios e críticas. Algumas críticas centraram-se na durabilidade do concreto em climas tropicais e na manutenção de edifícios ao longo do tempo.
| Edifício Copan, um simbolo do brutalismo no Brasil. |
| O Edifício Copan é um ícone moderno localizado na cidade de São Paulo, Brasil. Projetado pelo renomado arquiteto brasileiro Oscar Niemeyer e concluído em 1966, o Copan é um dos maiores e mais emblemáticos edifícios do país. Situado no coração de São Paulo, no bairro da República, o Edifício Copan é uma presença marcante na paisagem urbana da cidade. Uma das características distintivas do Copan são suas formas orgânicas e sinuosas. A fachada do edifício, composta por curvas suaves, é um exemplo da estética modernista de Niemeyer. O Copan é notável por sua arquitetura brutalista, caracterizada pelo uso proeminente de concreto aparente. Com mais de 38 andares, suas formas curvas e linhas ousadas destacam-se, conferindo ao edifício uma presença imponente. Uma das principais características do Brutalismo é o uso proeminente do concreto aparente, revelando a textura e a estrutura do material. O Copan exibe extensas fachadas de concreto que enfatizam essa característica. O Copan é conhecido por suas formas geométricas ousadas, com curvas e linhas arrojadas que conferem ao edifício uma presença marcante na paisagem urbana de São Paulo. As formas complexas e sinuosas são características do estilo brutalista. A presença de pilotis (colunas elevadas que sustentam o edifício) é uma característica comum em muitas obras brutalistas. No Copan, os pilotos protegem um espaço público sob o edifício, criando uma relação dinâmica entre o edifício e seu entorno. O Brutalismo frequentemente busca uma escala monumental, e o Copan não é exceção. Com mais de 38 andares, o edifício é um dos maiores da cidade e se destaca por sua imponência. O Copan é composto por diferentes tipos de unidades residenciais, desde apartamentos pequenos até coberturas espaçosas. Essa diversidade reflete a visão de Niemeyer de criar um ambiente urbano inclusivo. O Copan abriga uma combinação de unidades residenciais e espaços comerciais, refletindo a abordagem multifuncional frequentemente associada ao Brutalismo. Apesar de sua contribuição significativa para a arquitetura brutalista, o Copan também incorpora características únicas que distinguem a visão de Niemeyer. Seu projeto é notável não apenas pelo estilo, mas também pela sua complexidade e inovação arquitetônica. O Edifício Copan permanece como um marco moderno importante no Brasil e um exemplo admirável do Brutalismo. Além de sua relevância arquitetônica, o Copan tornou-se um marco cultural em São Paulo. Sua presença é frequentemente destacada em diversas manifestações artísticas e culturais que celebram a cidade. O Edifício Copan permanece como um exemplo notável da genialidade arquitetônica de Oscar Niemeyer e é reconhecido como um dos ícones da arquitetura brasileira do século XX. |

Muitos dos edifícios brutalistas no Brasil enfrentam desafios de preservação, mas há um crescente reconhecimento do valor histórico e atualização dessas construções. Alguns esforços foram feitos para preservar e reabilitar edifícios brutalistas no país. O Brutalismo no Brasil não foi apenas uma expressão arquitetônica, mas também uma resposta aos desafios sociais e urbanos específicos da nação. Seus impactos na paisagem urbana e na formação de uma identidade arquitetônica brasileira são evidentes até hoje, com muitos edifícios brutalistas sendo reconhecidos como parte importante do patrimônio histórico do país.

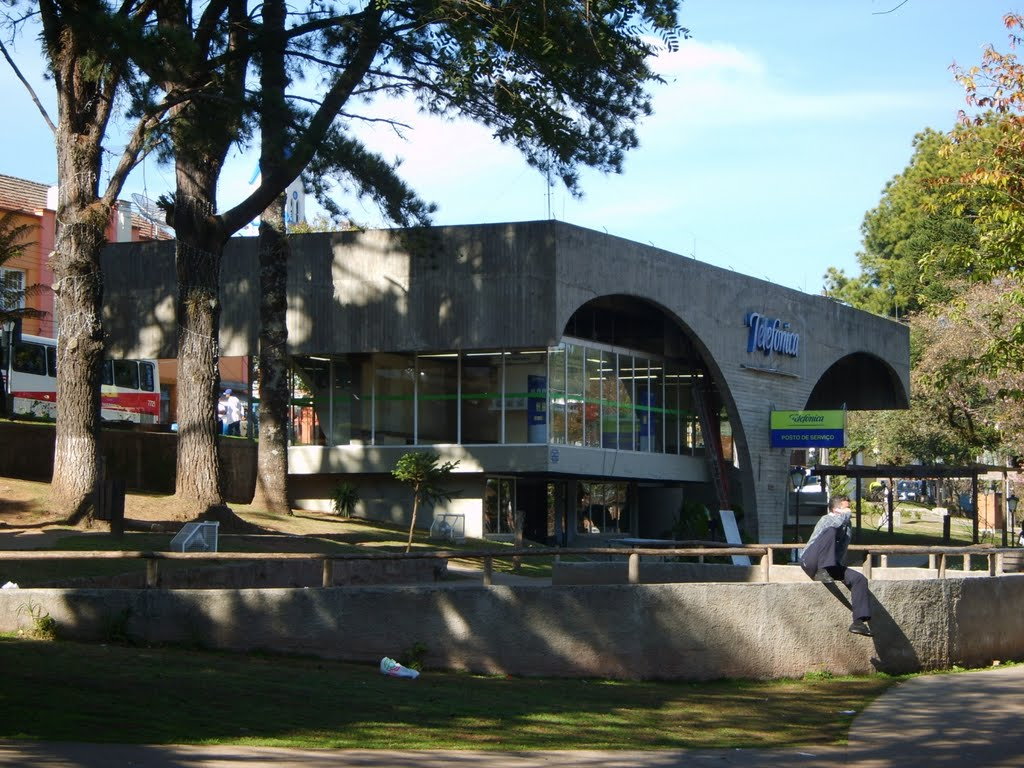
Central telefônica de Campos do Jordão, 1974. Projeto de Ruy Ohtake e Júlio Katinsky.

O Brasil teve vários arquitetos modernistas que se destacaram na incorporação de elementos do brutalismo em suas obras. Esses profissionais desempenharam um papel significativo na configuração da paisagem urbana brasileira durante o auge do movimento brutalista nas décadas de 1950 a 1970. Aqui vale destacar alguns exemplos:
Embora mais conhecido por suas contribuições ao modernismo brasileiro, Oscar Niemeyer também incorporou elementos brutais em algumas de suas obras. O Conjunto Arquitetônico da Pampulha, em Belo Horizonte, é um exemplo, com suas formas ousadas e uso expressivo do concreto aparente.
Paulo Mendes da Rocha foi um arquiteto brasileiro renomado e ganhador do Prêmio Pritzker. Suas obras são conhecidas por sua abordagem brutalista, e ele utilizou o concreto de maneira marcante em projetos como o Ginásio do Clube Atlético Paulistano, em São Paulo. Projetou sua própria casa usando painés de concreto armado e estética crua dos elementos estruturais.
João Vilanova Artigas foi um arquiteto e professor brasileiro associado ao movimento moderno e ao brutalismo. Ele desempenhou um papel importante na formação da Escola Paulista de Arquitetura e projetou obras notáveis, como a Faculdade de Arquitetura e Urbanismo da Universidade de São Paulo (FAU-USP).
Lina Bo Bardi, arquiteta ítalo-brasileira, foi uma das principais figuras do modernismo brasileiro. Seu trabalho é conhecido por abraçar uma abordagem mais humanista do brutalismo. O SESC Pompéia, em São Paulo, é um exemplo marcante de sua contribuição para a arquitetura brutalista no Brasil.
Afonso Eduardo Reidy foi um arquiteto brasileiro associado ao modernismo e ao movimento brutalista. Ele foi responsável pelo projeto do edifício do Museu de Arte Moderna (MAM) no Rio de Janeiro, uma obra que reflete o uso expressivo do concreto. Esses arquitetos desempenharam papéis importantes na promoção e desenvolvimento do brutalismo no Brasil, contribuindo para a criação de edifícios importantes que ainda hoje são reconhecidos como parte importante do patrimônio histórico brasileiro.

## Recepção e Crítica

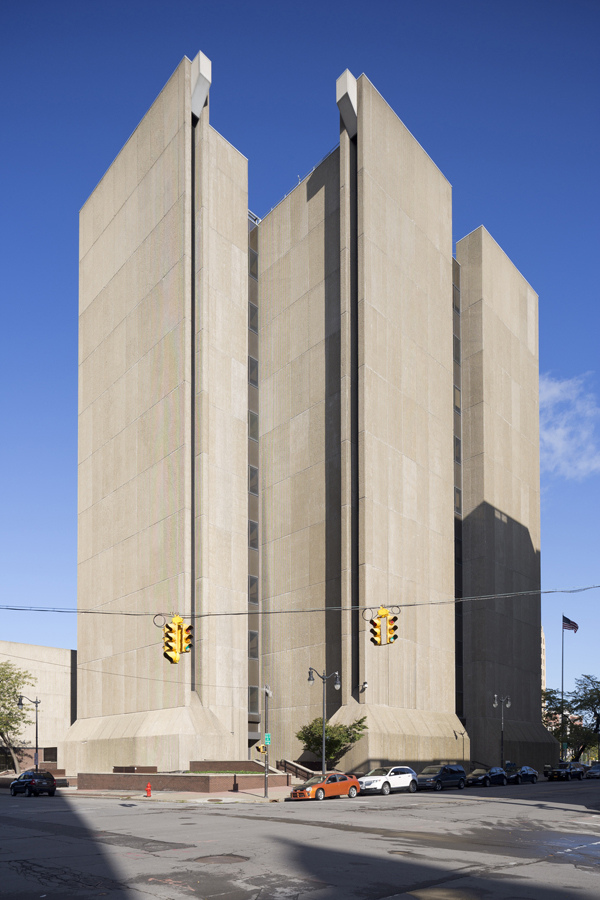
Edifício do Tribunal da Cidade de Buffalo, NY, 1971-74, projeto de Roberts e Biggie Pfohl

O Brutalismo, apesar de ter defensores de seus apaixonados, também fez críticas consideráveis ao longo do tempo. A estética robusta e a aparência "bruta" de muitos edifícios brutalistas foram frequentemente criticadas como impessoais, desumanas e opressivas. A falta de elementos decorativos e a ênfase na funcionalidade muitas vezes resultaram em edifícios que, exceto severos e hostis para alguns observadores.
Muitas pessoas criticam o Brutalismo pela aparência austera e imponente de seus edifícios. A presença de grandes blocos de concreto, formas geométricas massivas e falta de ornamentação pode ser percebida como opressiva e perturbadora por alguns.

Alguns edifícios brutalistas mostraram sinais de envelhecimento prematuro e atraso devido à exposição a elementos e à natureza porosa do concreto. Isso levou à percepção de que os edifícios brutalistas muitas vezes requerem manutenção intensiva:
"(...) o estilo expõe o funcionamento interno dos edifícios aos elementos, causando manchas e acúmulo de sujeira ao longo do tempo. Embora as estruturas brutalistas sejam eficientes e baratas de construir, o exterior envelhece rapidamente e o interior é difícil de reparar e remodelar. Isso faz com que os prédios caiam em desuso, além de serem ímãs para graffiti graças às suas grandes superfícies planas. Como resultado, a arquitetura brutalista tornou-se um símbolo da decadência urbana."
Críticos argumentam que muitos edifícios brutalistas não se integram bem aos seus contextos urbanos e podem parecer fora de lugar em ambientes mais tradicionais. A abordagem assertiva do Brutalismo pode não ser considerada contextual em alguns cenários.Algumas críticas foram direcionadas à habitabilidade de certos edifícios brutalistas. A falta de atenção ergonômica e as características impessoais de alguns projetos foram vistas como desafios para o conforto dos ocupantes. A estética fria e impessoal do Brutalismo levou a críticas de que alguns desses edifícios podem transmitir uma sensação de desumanização, especialmente em comparação com estilos modernos mais acolhedores. Na opinião da escritora Pat Finn:
"Não deveria surpreender que o brutalismo inspire sentimentos fortes em ambos os lados. O movimento foi a expressão mais intransigente do impulso modernista de retirar o peso da história arquitectónica e expor a arquitectura como ela realmente é: uma arte fundamentalmente prática que deveria servir as necessidades das pessoas comuns. Embora os arquitectos modernistas variassem nos seus compromissos políticos, a noção de arquitectura funcional sempre teve uma semelhança familiar com a injunção socialista de reestruturar a sociedade segundo o princípio de “de cada um de acordo com a sua capacidade, a cada um de acordo com a sua necessidade”. Não é coincidência que os críticos mais duros do brutalismo sejam conservadores políticos como o Príncipe Charles e o falecido Sir Roger Scruton . Estes críticos são instintivamente hostis a uma estética enraizada na utilidade social, especialmente aquela que se recusa a dar uma cara bonita às cidades que continuam a ser locais de exploração e dificuldades."
Muitos edifícios brutalistas foram destinados a fins públicos, como escolas, hospitais e prédios governamentais. Alguns críticos argumentam que o estigma associado a esses edifícios pode variar de acordo com a percepção das instituições que ocupam esses espaços.
Críticos também argumentam que a tendência do Brutalismo de romper com os estilos arquitetônicos tradicionais que predominavam antes do seu surgimento. O movimento moderno, do qual o Brutalismo faz parte, emergiu como uma resposta à tradição arquitetônica clássica e historicista que caracterizou os períodos anteriores.
Ao longo dos séculos, a arquitetura passou por várias tradições e estilos, muitos dos quais eram influenciados por elementos clássicos, ornamentação detalhada e proporções estabelecidas. O Movimento Moderno, que inclui o Brutalismo, representou uma quebra significativa com essas tradições. Arquitetos modernistas buscaram criar uma nova linguagem arquitetônica que refletisse os valores, as tecnologias e as necessidades da sociedade contemporânea.
A desconexão com a tradição arquitetônica pode ser observada nas características distintivas do Brutalismo, como o uso ousado do concreto aparente, formas geométricas brutais, falta de ornamentação e uma ênfase na funcionalidade. Essa abordagem radical contrasta com estilos anteriores que valorizavam a ornamentação detalhada, elementos decorativos e uma estética mais clássica.
Ao romper com a tradição arquitetônica, o Brutalismo buscou uma expressão mais direta e honesta da estrutura e dos materiais, muitas vezes desafiando as convenções estéticas estabelecidas. Essa desconexão foi uma resposta consciente à necessidade de uma arquitetura que refletisse os ideais modernos de simplicidade, eficiência e uma abordagem mais funcional e honesta ao design.